# Ford Pinto
De Ford Pinto is een auto die van 1970 tot 1980 werd geproduceerd door de Ford Motor Company. De naam van de auto is afgeleid van het Pinto-paardenras. Van 1975 tot 1980 werd de wagen in Amerika ook verkocht als de Mercury Bobcat.
De wagen werd al snel onderwerp van controverse in de media vanwege de vele gebreken op het gebied van veiligheid die de wagen zou hebben. In 1978 vond een grote terugroepactie plaats van de wagen. Toch wees later onderzoek uit dat de Pinto niet onveiliger was dan enig ander soort auto uit zijn klasse.

## Geschiedenis
De Ford Pinto was bedoeld om op de Amerikaanse markt te concurreren met de AMC Gremlin en Chevrolet Vega, evenals geïmporteerde wagens als de Volkswagen, Datsun, en Toyota. Eerder had de Amerikaanse auto-industrie al geprobeerd te concurreren met deze importmodellen via de Ford Falcon, Chevrolet Corvair en Plymouth Valiant.
De Pinto werd op 11 september 1970 geïntroduceerd. De wagen was ontworpen in opdracht van Lee Iacocca die een wagen wilde die minder zou wegen dan 2000 pond en minder zou kosten dan 2000 dollar. Binnen 25 maanden werd de wagen geheel ontworpen en in productie genomen. Bij zijn introductie werd de wagen aangeprezen met de slogan The Little Carefree Car. Tegen januari 1971 waren er al 100.000 exemplaren van de auto verkocht. In het laatste jaar dat de wagen in productie was, werden er 68.179 exemplaren van gebouwd.
De productie van de Pinto vond plaats in Edison (New Jersey), Richmond (Californië) en Southwold (Ontario). De wagen werd aanvankelijk aangeboden als een tweedeurs sedan. In februari 1971 kwam daar een hatchback-model bij. Een jaar later volgde een stationwagen.
De Ford Pinto flopte oorspronkelijk in Brazilië. Dit kwam doordat men er niet aan gedacht had dat pinto in Braziliaans-Portugese straattaal "kleine penis" betekent.

## Galerij

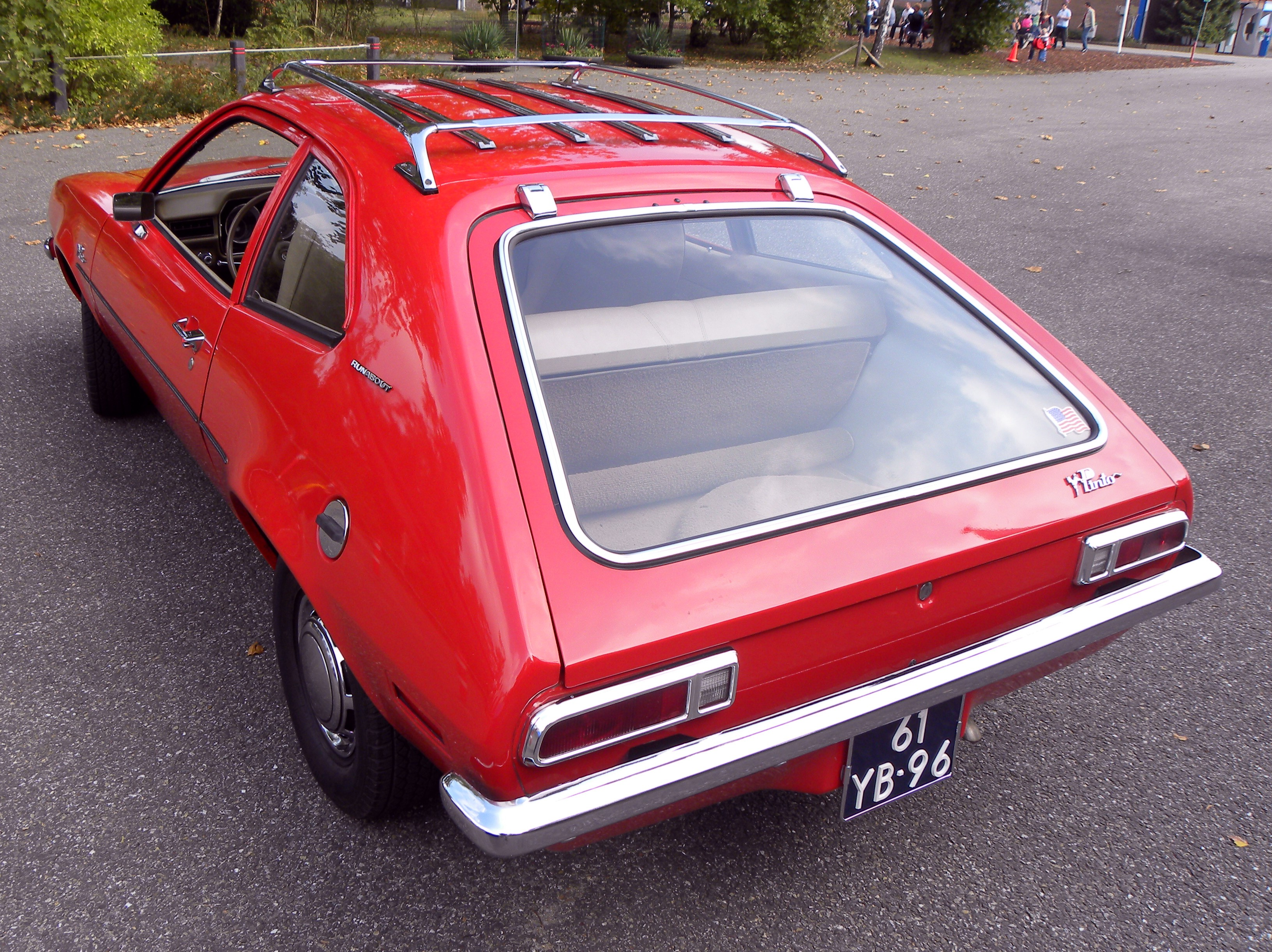
1973 Pinto, achteraanzicht
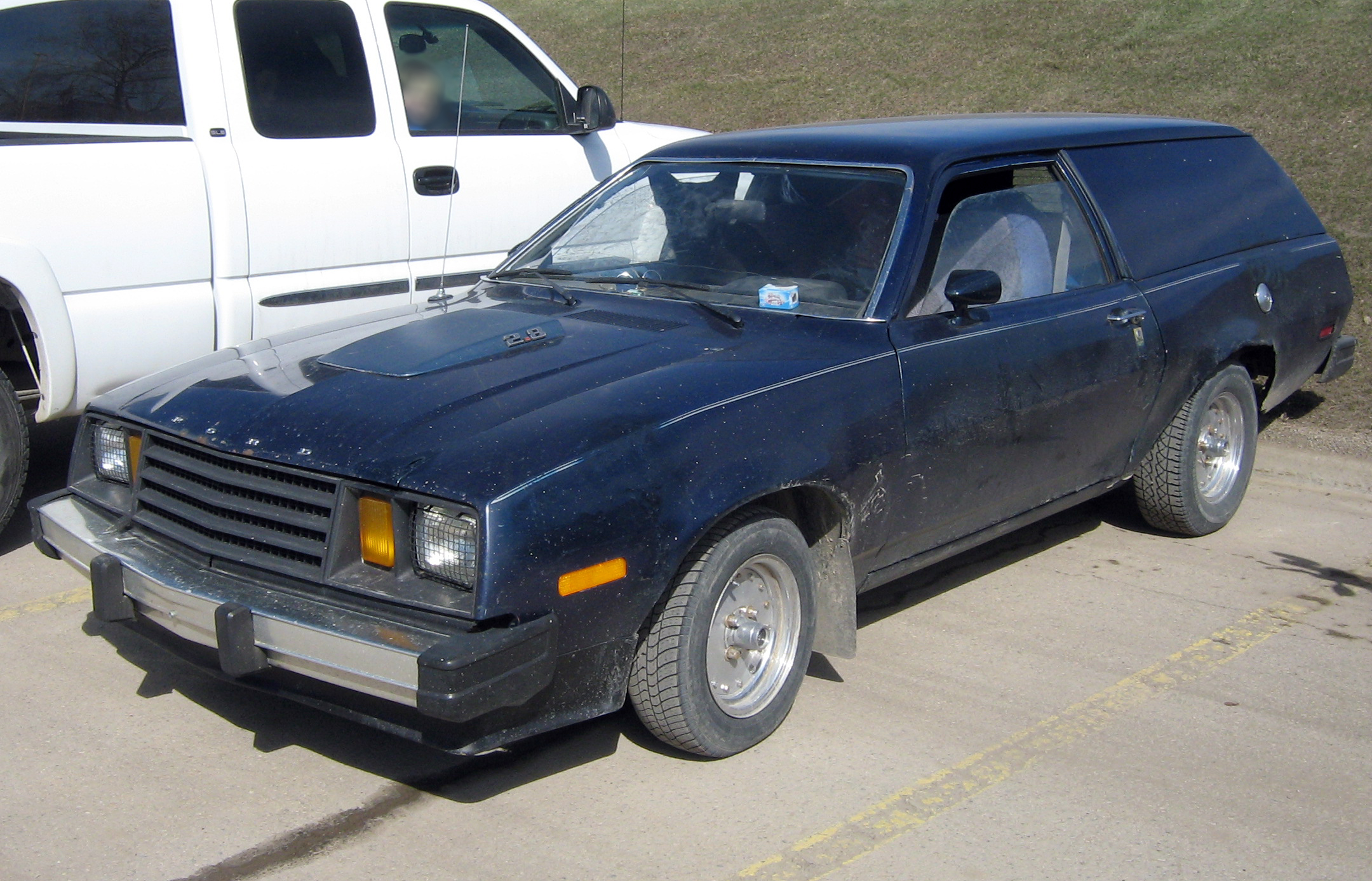
Pinto Panel Wagon
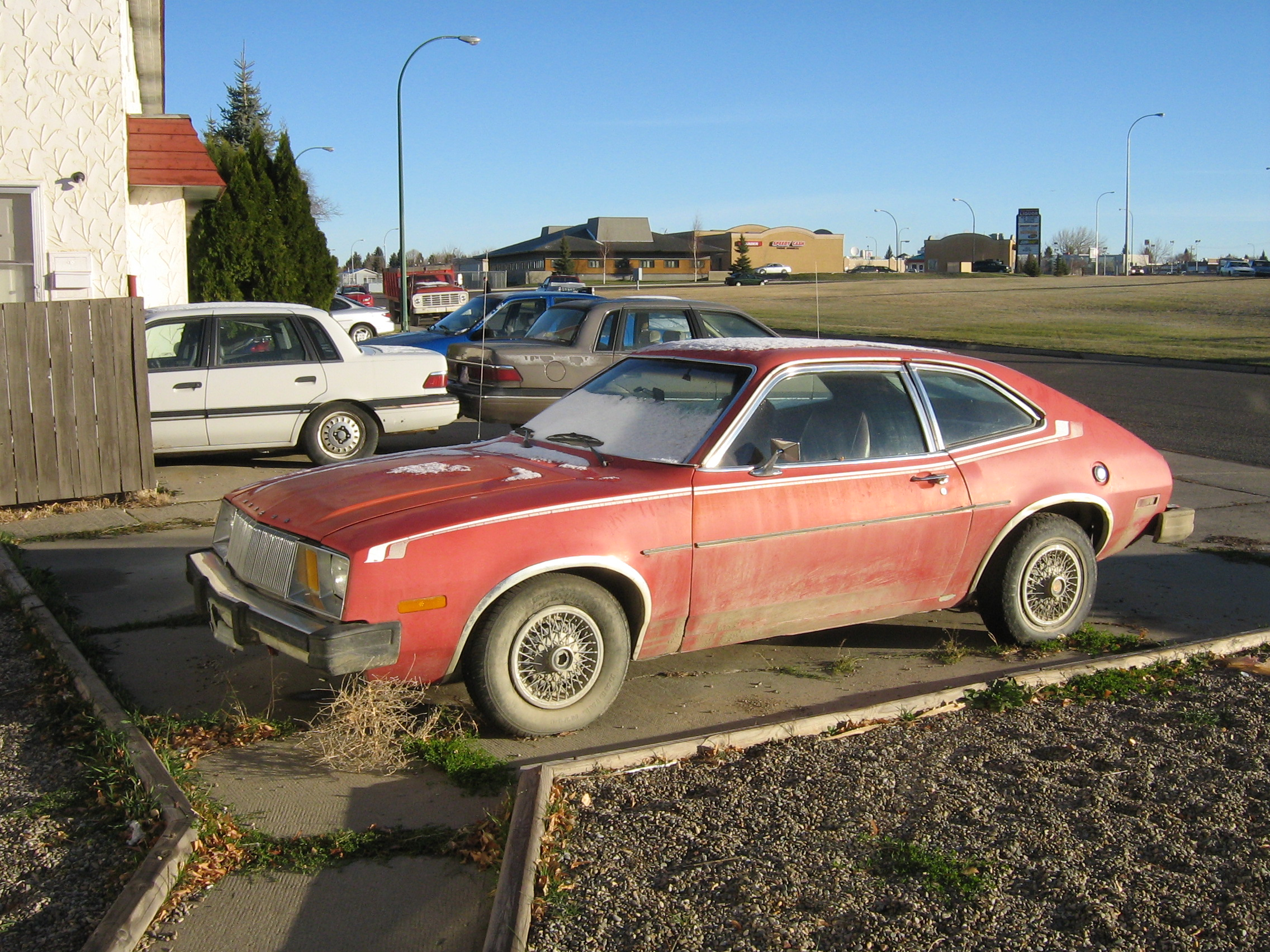
Mercury Bobcat
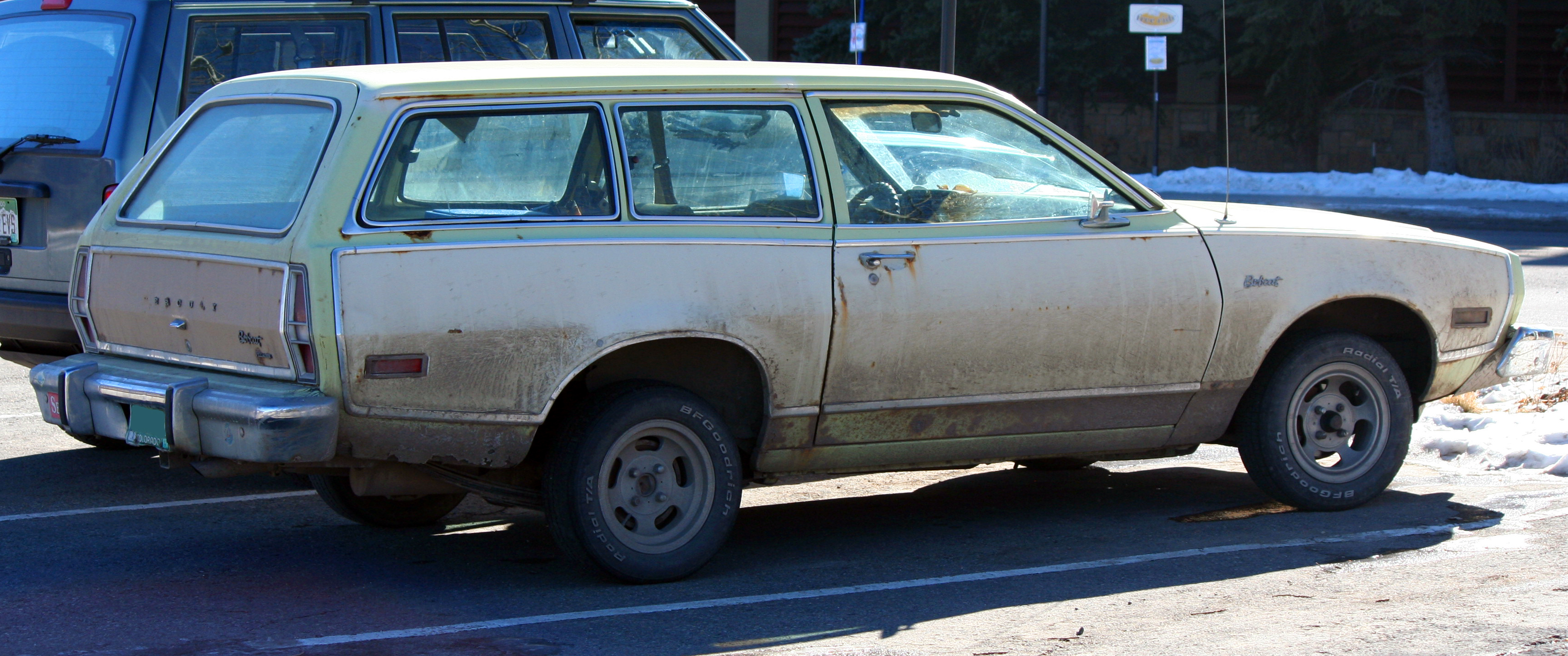
Mercury Bobcat Villager

## In de media
In de komische film Top Secret! komt een scène voor gebaseerd op het gerucht van de ondeugdelijke brandstoftank. In de betreffende scène tikt een andere auto heel zachtjes tegen de bumper van een Pinto, die spontaan ontploft. Daarnaast wordt de Pinto vernoemd in een songtekst van Eminem - W.T.P. op het album Recovery. Ook de Amerikaanse band Buffalo Tom verwijst naar de Ford Pinto in het nummer "Wiser". De eerste verwijzing zit in de zin "drive your little Pinto in the rain" en in het refrein wordt nogmaals verwezen naar het model, "When I think of all you've done/Take your Pinto for a run/I see you're the wiser one".
In the Offspring's Pretty fly for a white guy, zit de tekst '... Now cruising in his Pinto, he sees homies as he pass ...'